# Wilsoniella hampeana
Wilsoniella hampeana là một loài rêu trong họ Ditrichaceae. Loài này được Müll. Hal. E.S. Salmon mô tả khoa học đầu tiên năm 1902.